# McQuade, o Lobo Solitário
McQuade, o Lobo Solitário (em inglês:  Lone Wolf McQuade) é um filme produzido nos Estados Unidos em 1983, dirigido por Steve Carver.

## Sinopse
Policial adepto da justiça sem burocracias se esforça para colocar atrás das grades um contraventor e líder de uma gangue que contrabandeia armas. Quando um comboio de caminhões do exército é interceptado pelo marginal ele empreende uma caçada sem fim.

## Elenco
- Chuck Norris...J.J. McQuade
- David Carradine...Rawley Wilkes
- Barbara Carrera..Lola Richardson
- Leon Isaac Kennedy...Jackson
- Robert Beltran...Kayo
- L.Q. Jones...Dakota